# オメガ
オメガ（OMEGA、Ω）は、スイスの高級腕時計メーカー。現在はスウォッチ・グループに属している。

## 歴史

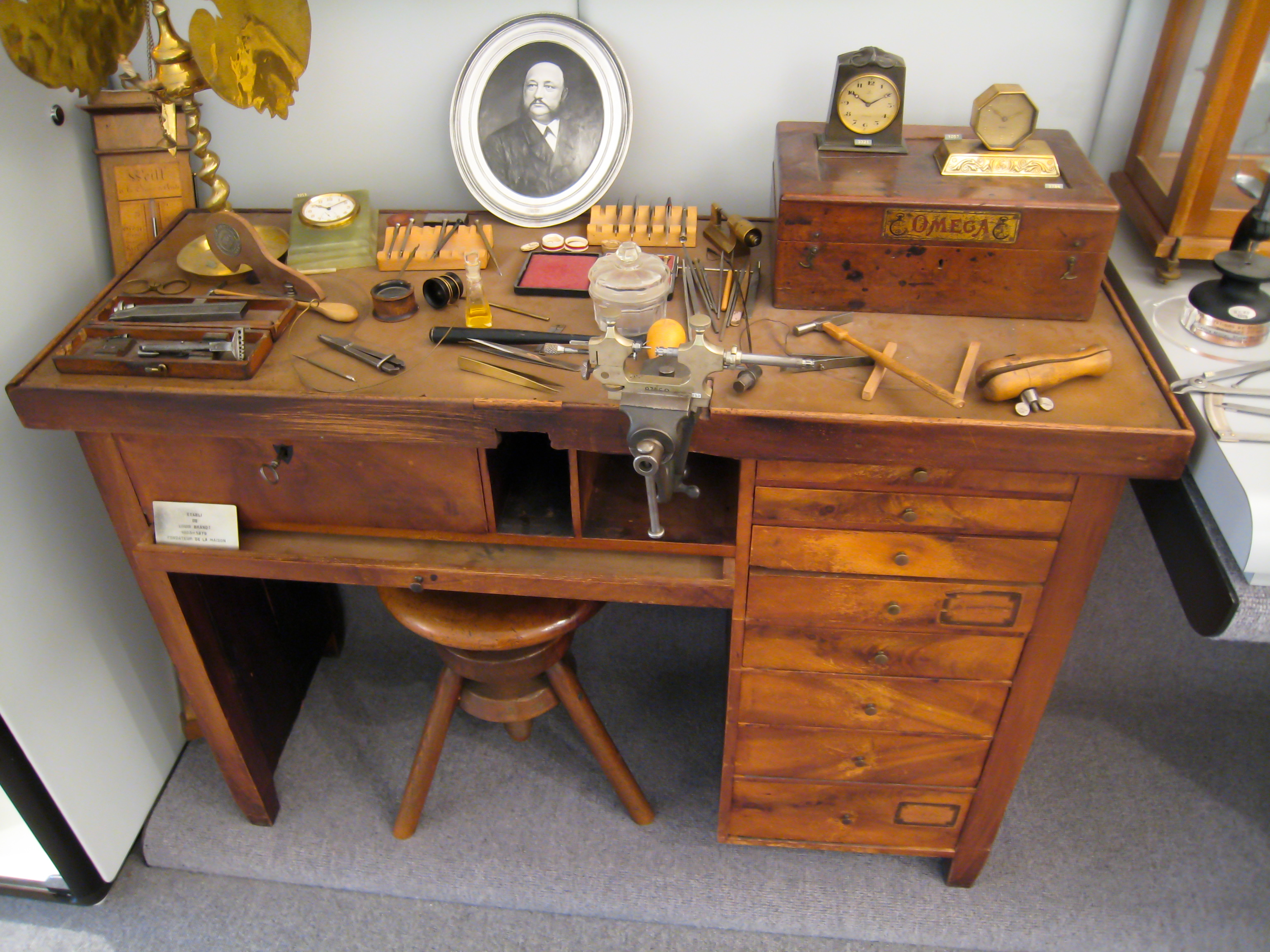
創業者であるルイ・ブランの写真が添えられた本人の作業台

- 1848年6月 - 23歳のルイ・ブラン（Louis Brandt）がラ・ショー＝ド＝フォンにて懐中時計の組み立て工房を開いた。
- 1877年 - ルイ・ブランの息子ルイ＝ポール・ブラン（Louis-Paul Brandt）が"Louis Brandt & Fils"設立。
- 1879年 - ルイ・ブランが死去、セザール・ブラン（César Brandt）が経営に参加した。
- 1882年 - 本社を現在地のビールに移転。
- 1894年 - 有名なキャリバー「オメガ」を製作、後にこれをメーカー名とした。
- 1903年 - ルイ＝ポールとセザールが亡くなるとポール＝エミーユ・ブラン（Paul-Emile Brandt）が後を継いだ。
- 1930年 - ティソ等とSSIHグループを結成する。
- 1965年 - 「スピードマスター」がアメリカ航空宇宙局の公式腕時計として採用され、その耐久性の高さを世に知らしめた。
- 1980年 - 日本企業のセイコーによる買収騒動が持ち上がりスイスの国会で騒動と成る
- 1983年 - ASUAGグループ（ロンジン等）と合併し、スウォッチグループの前身であるSMHグループを結成する。
- 1999年 - 独立時計師のジョージ・ダニエルズが開発した「コーアクシャル」と呼ばれる新機構を採用し、腕時計界に衝撃を与えた。機械式時計の心臓部である調速機構との動力伝達を果たす、脱進機機構（アンクル爪、ガンギ歯）における摩擦を大幅に低減し、約10年間オーバーホールなしでも精度を保つことができる。

## キャリバー
ブランド・社名にキャリバー名にちなむ「オメガ」を用いたことに象徴されるように、古くから多数の自社開発キャリバーを世に送り出しており、ことに1970年代までは新型キャリバーを極めて頻繁に開発・発売していた。当時の例外はレマニアに開発依頼、生産も同社によるクロノグラフキャリバー「Cal.321」を搭載した「スピードマスター」のみで、それ以外の製品はほとんど自社製キャリバー搭載であった。
クォーツショック以前の全盛期には、天文台での腕時計クロノメーター検定開始に合わせて開発され、ロングセラーとなった手巻きの「30mmキャリバー」ことCal.30系、多くの派生型を生み出した自動巻のCal.550系 など自社設計・生産の名機を輩出、それら高品質な量産型キャリバーをチューニングのみでクロノメーターモデルとする高度な技術力を持っていた。一時期はムーブメントの地板全体・自動巻ローターを赤銅メッキ仕立てとした美しい仕上げを特徴とし、また1960年代におけるハイビート化の流行をいたずらに追わない堅実な技術志向も見せた。
現在では高級時計ブランドであっても、ムーブメントを自社製造していない時計メーカーも多く、オメガも1970年代以降はETA製ムーブメントを多く用いるようになったが、シーマスター・アクアテラ等に使用されているCal.8500シリーズのムーブメントは、地板や装飾も含めてオメガによる100%自社開発のムーブメントである。また、Cal.8500以外のムーブメントについても、クロノメーター認定を取得できる高精度に調整する、安価なカム方式ではなく高価なコラムホイール方式を採用する、独自技術のコーアクシャル機構を搭載するなど、改良を凝らしている。
なお1970年代には自社製クォーツムーブメントを手がけた時代もあった。

## モデル

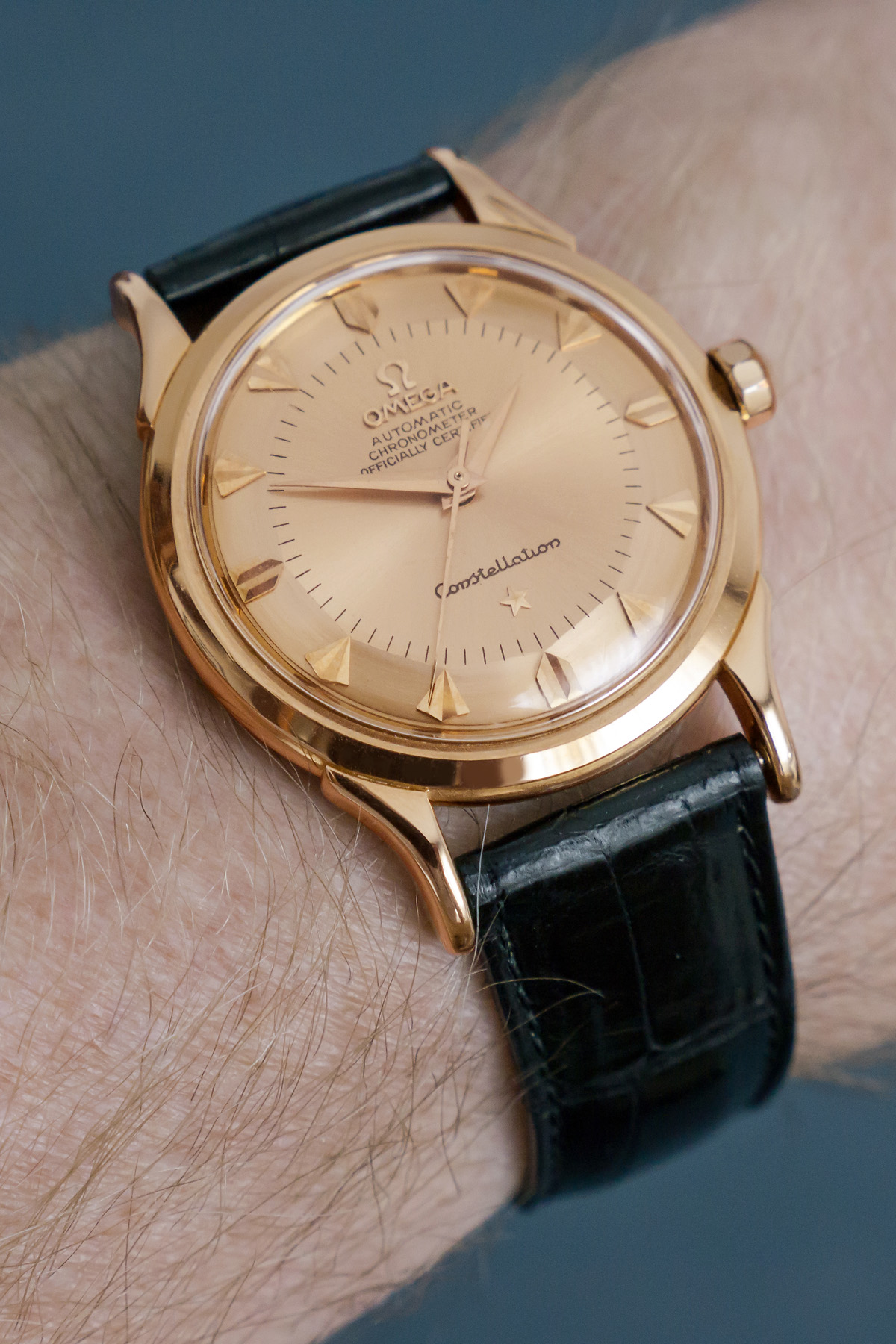
1958年発売のコンステレーション - 18k ローズゴールド

第二次世界大戦後は、特定のコンセプトを持つ製品群に包括するモデル名を与えるようになった。「シーマスター」「スピードマスター」はそれぞれ防水型やクロノグラフのネームとして、「コンステレーション」「デ・ビル」は高級機やドレスウォッチのネームとして、いずれも長年用いられている。1953年からは、従前特に「OMEGA」以外のネーム表記がなかったモデルにも「ジュネーヴ」 Genève の愛称を与えていた時期があったが、このラインは1970年代で途絶えている。1950年代から60年代にかけ、シーマスターの派生型として耐磁設計モデルの「レイルマスター」や夜光針・文字盤を持つ「ランチェロ」も生産されたが、これらは長期にわたる定番モデルにはなっていない。

### コンステレーション
コンステレーション（Constellation）とは英語で星座の意。1952年に発売された。文字盤6時位置にある星と、裏蓋の天文台が目印 であり、発売当初から半回転自動巻き機構を搭載するなど、技術的先進性を誇った。COSCのクロノメーター検定に合格した機械を積んだ高級ラインであり1960年代の日本では高級時計の代表的存在であった。クォーツショック後一時全てクォーツモデルになっていたが最近再び一部自動巻の機械式が発売されるようになっている。

### デ・ヴィル
デ・ヴィル（De Ville）はフランス語で「街角、街路」の意。1967年発売。ドレスウォッチ、ドレッシーなカジュアルウォッチをラインナップしてきた。もともとはシーマスターの薄型バージョン向けダブルネームとして1963年から発売された「シーマスター・デ・ヴィル」が元であるが、ここからドレスウォッチ的な性格を強めたモデルとして「デ・ヴィル」が独立して生まれた。モデルによってはコーアクシャル機構を採用し劣化の低減に成功している。

### シーマスター

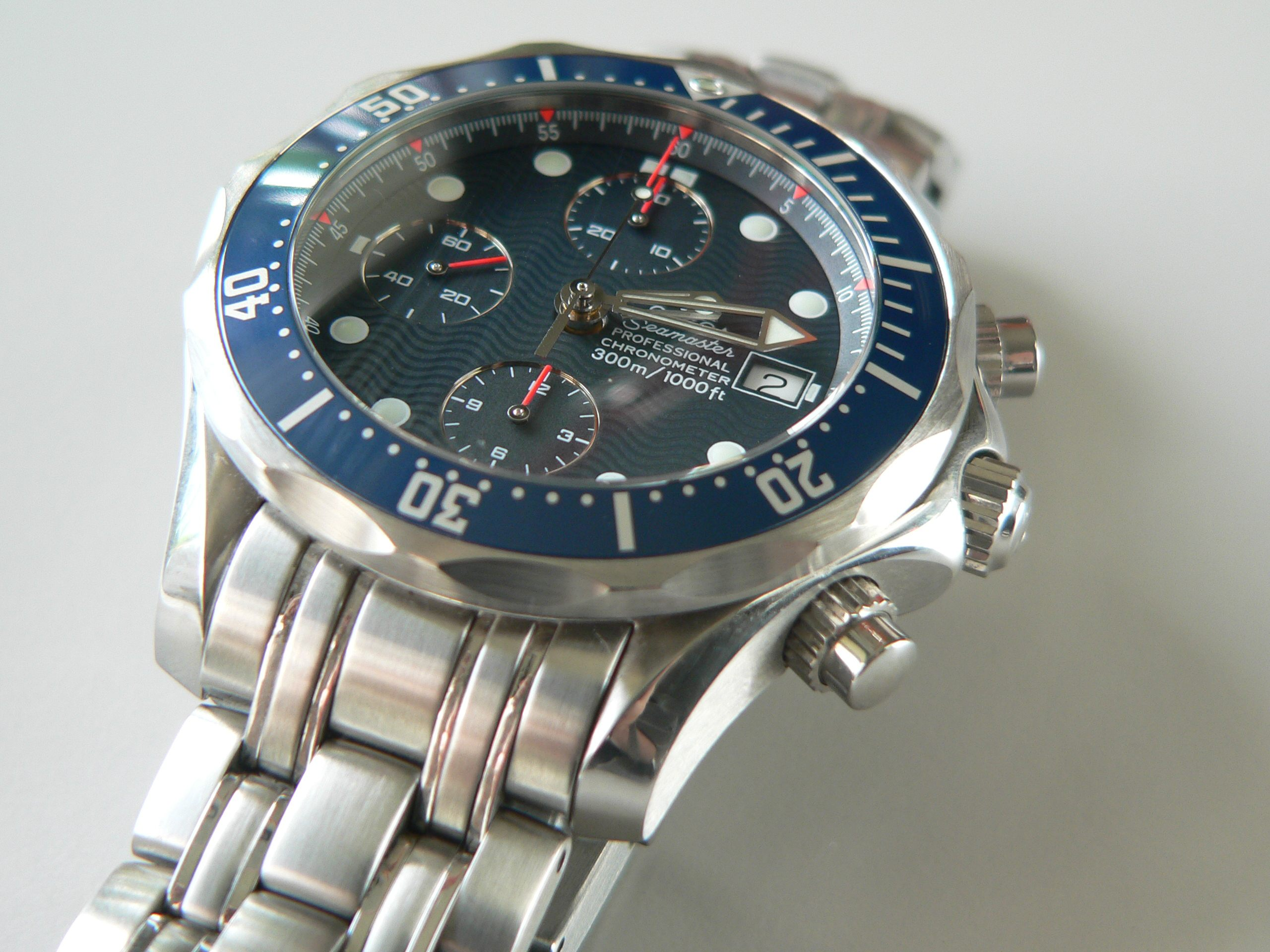
シーマスター・クロノグラフ

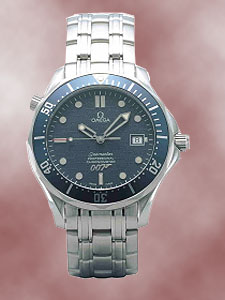
「シーマスター」007限定

シーマスター（Seamaster）は防水時計のブランド「マリーン」から発展した。1948年発売。当初は通常オメガ製品のうち、後年における日常生活防水レベルの防水機能を備えたタイプに与えられたネームで、非防水モデルとのデザイン差はあまり大きくなかったが、1950年代後期以降はダイバーズウォッチとして防水性能を大幅に強化したヘビーデューティ系の「プロフェッショナル」も開発されるようになり、以降このネームを持つシリーズには、極めて多彩なバリエーションがみられる。多くの製品の裏面に、防水を象徴する伝説上の海獣・シーホースの刻印が入るが、「プラネット・オーシャン」などのシースルーケースの製品にはシーホースは見られない。
プロフェッショナルモデルは手動式のヘリウムエスケープバルブを搭載することでヘリウム飽和潜水時の風防の破損を防いでいる。バルブを開放した状態でも5気圧の防水性能を持っているが、水に濡れる際はバルブは閉めておくほうが望ましい。裏蓋には波模様とシーホースが彫られている。アメリカスカップモデルやジャック・マイヨールモデルなどの限定モデルがある。「アクアテラ」はヘリウム・エスケープ・バルブと回転ベゼルが排除され、ドレスウォッチとして使用できるようになった。そのため、飽和潜水には対応していないものの、150mの防水性能を持っている。2220以降のモデルではいずれの個体にもコーアクシャル機構を採用しており、簡易メンテナンスで飽和潜水が可能なモデルも登場している。クロノグラフもラインナップされており、「プロフェッショナル（ダイバー300）」、「プラネット・オーシャン」、「ブルヘッド」に採用されている。通常のクロノグラフは水中では使用できないが、シーマスターのクロノグラフは水中でも操作できるようになっている。
1990年代後半にはオメガマチックとよばれる自動巻発電機構を搭載したクォーツも登場したが、現在では生産されていない。
映画『007』シリーズ（第17作目『ゴールデンアイ』から第22作目『慰めの報酬』）でジェームズ・ボンド役のピアース・ブロスナン及びダニエル・クレイグが着用したダイバーズウォッチとして知られている。なお、007の原作に出て来るのはロレックス である。
ダニエル・クレイグ役のジェームズ・ボンドは、シーマスター・アクアテラを愛用している。だが、クレイグ本人は私生活ではロレックスを愛用している。
旧モデルのシーマスター・アクアテラは、文字盤の模様が縦縞。
新モデルのシーマスター・アクアテラは、文字盤の模様が横縞。

### スピードマスター

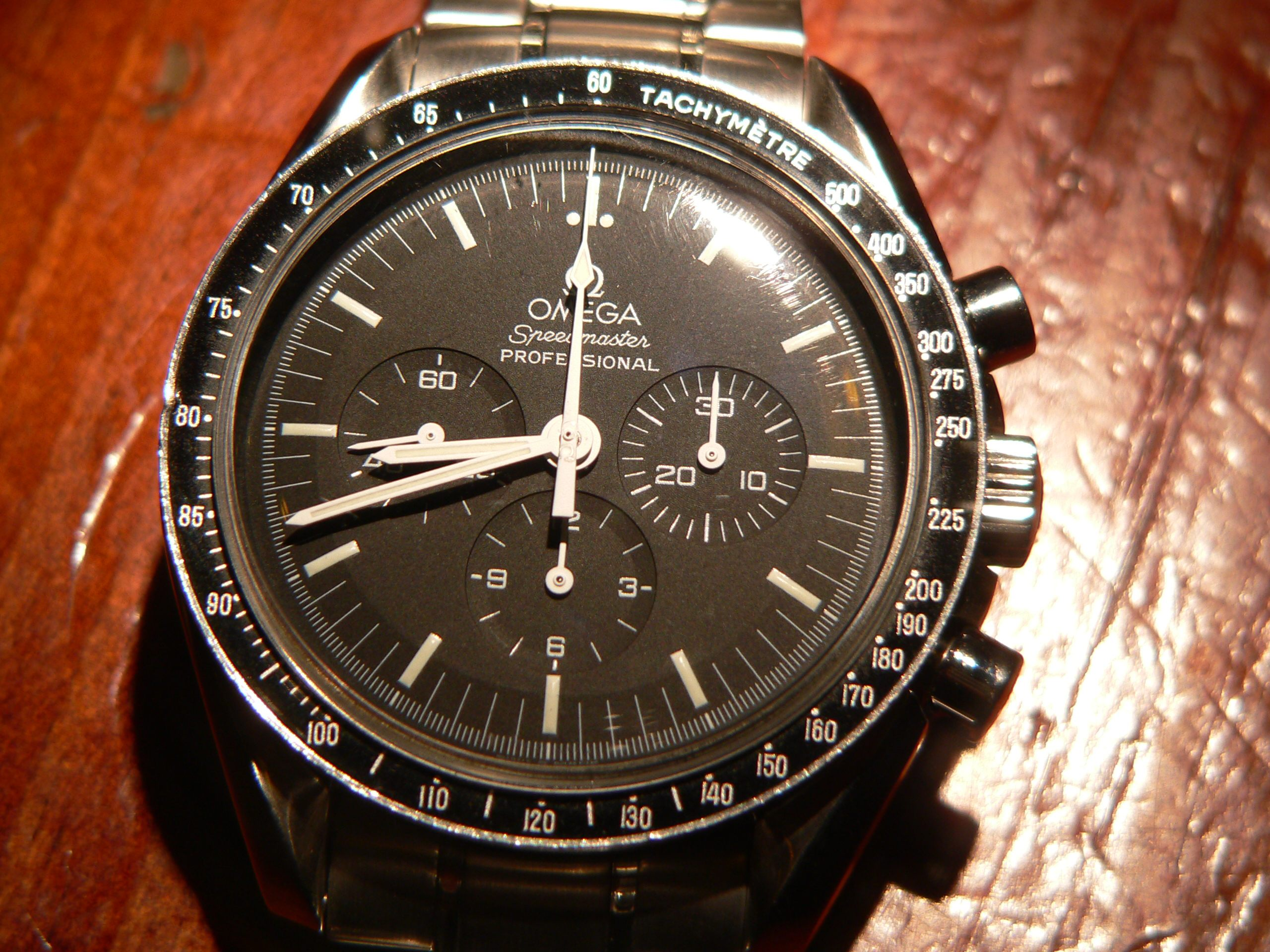
スピードマスター・プロフェッショナル

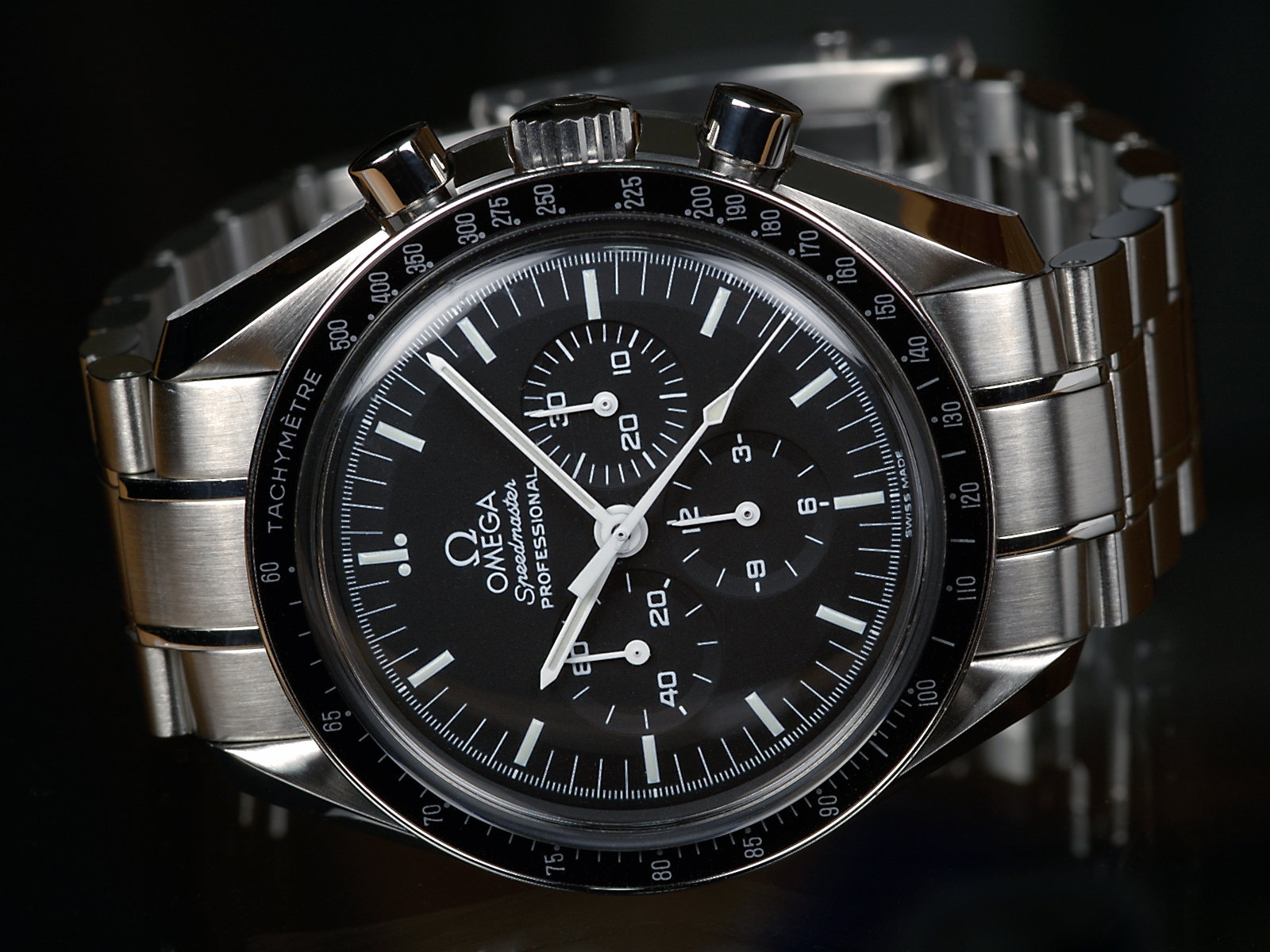
スピードマスター・プロフェッショナル

スピードマスター（Speedmaster）の原型は「シーマスター」に手巻きのキャリバー321を搭載した「シーマスター・クロノグラフ」であり、裏蓋のシーホースにその名残を伺うことができる。1957年に「スピードマスター」となった。アメリカ航空宇宙局採用を機に1966年「スピードマスター・プロフェッショナル」と改名し、1968年には機械がキャリバー861に変更された。1997年には機械がキャリバー1861に変更され、現在でも市販されている。堅固なモデルとして知られるが、多重ケースによってショックを吸収できることと、自動巻き機構や日付表示が搭載されない等クロノグラフとしては機構が非常にシンプルであることによると考えられる。無重力状態でガラスが破損し空間に破片が飛び散ることを防ぐためにプラスティック製の風防を採用している。風防がプラスティック製であることと、竜頭とプッシュの構造上、防水性はほとんど期待できない。近年100m防水となっているブロード・アローも同様である。機械はアルベール・ピゲ設計のヌーベル・レマニア製。
後にエタ製またはフレデリック・ピゲ製自動巻きムーブメントが搭載され「プロフェッショナル」より一回り小振りな「スピードマスター・オートマチック」が追加された。またアメリカ航空宇宙局と共同開発したクォーツ式「スピードマスター・プロフェッショナル・モデルX-33」も発売されている。
「プロフェッショナル」・「オートマチック」ともに非常に限定モデルが多い。「プロフェッショナル」の場合、誕生した年より何十周年か経過すると「○○周年記念モデル」、各ロケット、スペースシャトルの打ち上げた年より何十周年か経過すると「○○（シャトル名）号○○周年記念」、変わったところでは「スヌーピー」「銀河鉄道999」等とコラボレートしたモデルも存在する。「オートマチック」の場合、下記の「M・シューマッハモデル」や「マルイ限定モデル」等が存在する。
2007年には誕生50周年を記念して1stモデルを復刻したが、ムーブメントも初期のキャリバー321を忠実に再現したものとなっている。また、この年はチャリティーオークションにてデッドストックかつスウォッチ・グループの保証付きの1stモデルを出品している。

#### アメリカ航空宇宙局公認
1965年にアメリカ航空宇宙局は宇宙空間でも使用に耐える腕時計を選定するため時計店の店頭で各社各種の時計を購入 して耐熱性、耐寒性、耐衝撃性など様々な試験を行ない、この結果「スピードマスター」のみが合格したため「スピードマスター」はアメリカ航空宇宙局の公認クロノグラフとなった。
アメリカ航空宇宙局がスピードマスターを選定したと発表があった後、代々の重役を国防省からの天下りで構成していた当時のアメリカ大手時計メーカーであったブローバより「国家的プロジェクトにはアメリカ製品を使うべきではないか」とのクレームが入り、ブローバの技術陣が特別に1つのみ製作したクロノグラフとスピードマスターによる再選定を行ったが、結果はスピードマスターの勝利であった。なおも食い下がる元海軍提督のブローバ社長に対し選定委員は「あなたの会社の製品ではアメリカの威信を守ることは出来ません」と選定終了を宣言している。しかし当初は無重力下で通常の機械式時計がどう動作するか分からなかったため、コクピットクロックは音叉によって制御されるブローバ製の電気時計「アキュトロン」が採用された。
アポロ計画でも使用され、1969年には月面に降り立った最初の腕時計という栄誉を獲得、それ以後裏蓋には "FIRST WATCH WORN ON THE MOON" の文字が刻まれている。1970年アポロ13号が月に向かう途中で酸素タンクが爆発するという大事故に遭遇し航法用コンピュータが使用不能になったが「スピードマスター」を用いてロケット噴射時間の制御を行い全員無事生還を果たしたこと でさらなる信頼を得た。また、スペースシャトル計画の船外活動時において、この機種以外の使用は認められていない。ただし、1971年アポロ15号による月面探査の際には宇宙飛行士デイヴィッド・スコットはNASAの使用規則を守らず（正確には使用していたスピードマスター・プロフェッショナルが故障した為）、ウォルサムの時計を使用した。その他、オメガはブローバの音叉ムーブメントキャリバー1255を搭載したモデル「スピードマスター・スピードソニック」を1973年に、「スピードソニック・クロノメーター」を1975年に販売している。

#### ウルトラセブン
日本の特撮ヒーロー番組『ウルトラセブン』に登場する地球防衛軍の精鋭部隊ウルトラ警備隊の隊員に正式採用されている描写がある。2018年7月には円谷プロダクションの許諾を得て『スピードマスター リミテッドエディション 42 MM “ウルトラマン”』を全世界2012本限定販売した。

#### ミハエル・シューマッハ
F1ドライバーのミハエル・シューマッハが以前からオメガの大ファンであることをテレビ番組で知ったオメガの社員が彼に個人スポンサーのオファーをし、契約された。その後もシューマッハはスピードマスターを愛用しているだけでなく、現役時代には勿論、引退後(2010年より復帰)もその偉業を称えて記念限定モデルがリリースされている。

## 公式計時
下記以外にも多数のスポーツ大会の計時を担当している。またパラリンピックや世界水泳連盟、USAスイミング、万達ダイヤモンドリーグ、IBSF、アメリカスカップの公式計時も行っている。

### 夏季オリンピック
- 1932年ロサンゼルスオリンピック - 一企業が全計時を委託される初のオリンピックとなり、ヌーシャテル天文台で検定された30個のクロノグラフを用意した。
- 1936年ベルリンオリンピック - 185個のクロノグラフを時計職人ポール・ルイ・ギニャール（Paul-Louis Guignard）がスーツケースに入れて持ち込んだ。
- 1948年ロンドンオリンピック - 1946年に開発された写真判定用カメラ「レースエンド・オメガ・タイマー」（Racend OMEGA Timer）を使用した。
- 1952年ヘルシンキオリンピック - クォーツ式で1/100秒を計測でき、史上初の電子計測機器である「オメガ・タイム・レコーダー」を開発、使用した。
- 1956年メルボルンオリンピック - 競泳計時を半自動で行う「スイムエイト・オ・マチック」（Swim Eight-O-Matic Timer）を使用した。
- 1960年ローマオリンピック
- 1968年メキシコシティーオリンピック - オリンピック史上初めて、全種目で電子計測タイムが公式タイムとして認定された。競泳において水しぶきに反応せず、選手のタッチには反応して計時を止めるタッチパッドを使用した。
- 1976年モントリオールオリンピック
- 1980年モスクワオリンピック - 1977年に開発され、競泳計時を全自動で行う「スイム・オ・マチック」（Swim-O-Matic）を使用した。
- 1988年ソウルオリンピック
- 2008年北京オリンピック以降、2032年ブリスベンオリンピックまでオフィシャルタイムキーパーを務める。

### 冬季オリンピック
- 1936年ガルミッシュ・パルテンキルヘンオリンピック
- 1948年サンモリッツオリンピック - 1946年に開発された写真判定用カメラ「レースエンド・オメガ・タイマー」（Racend OMEGA Timer）が使用された。
- 1956年コルチナ・ダンペッツオオリンピック - スキー競技にスターティングゲートが使われるようになり、計時とも連動された。
- 1964年インスブルックオリンピック - ロンジンと共同で、"Swiss sports timekeeping"として参加。
- 1968年グルノーブルオリンピック
- 1976年インスブルックオリンピック
- 1980年レークプラシッドオリンピック
- 1984年サラエボオリンピック
- 1988年カルガリーオリンピック
- 1992年アルベールビルオリンピック
- 2006年トリノオリンピック以降、2030年フランスアルプスオリンピックまでオフィシャルタイムキーパーを務める。

## 日本および世界における人気
高度経済成長期の日本において、俗に「オメガの腕時計、ロンソンのライター、パーカーの万年筆」が「男性の持ち物の一流品」として「三種の神器」になぞらえられた時期があった。
また、スイス時計協会FHが2016年に実施した消費者意識調査によると、日本人男性（30万円以上の腕時計に関心がある人）が所有している腕時計ブランドおよび日本人男性が欲しい腕時計ブランドとして、オメガがロレックスに次いで2位であった。
世界的に見てもオメガの人気は高く、モルガン・スタンレーの報告によると、全世界における高級時計の売上高ランキングにおいて長らくロレックスに次いで2位を保持してきた（2023年にカルティエに抜かれ3位となる）。